# Toksoplazmoza
Toksoplazmoza (łac. toxoplasmosis) – pasożytnicza choroba ludzi i zwierząt spowodowana zarażeniem pierwotniakiem Toxoplasma gondii.

Żywicielem ostatecznym są koty domowe i niektóre kotowate. Żywicielem pośrednim zaś wszystkie ssaki łącznie z człowiekiem oraz ptaki.
Zakażenie toksoplazmozą to jedno z najczęstszych zakażeń pasożytniczych. Toksoplazmoza występuje praktycznie na całym świecie. Mimo wysokiego odsetka zakażonych, niewielka liczba osób choruje. Reszta to nosiciele.

## Etiologia

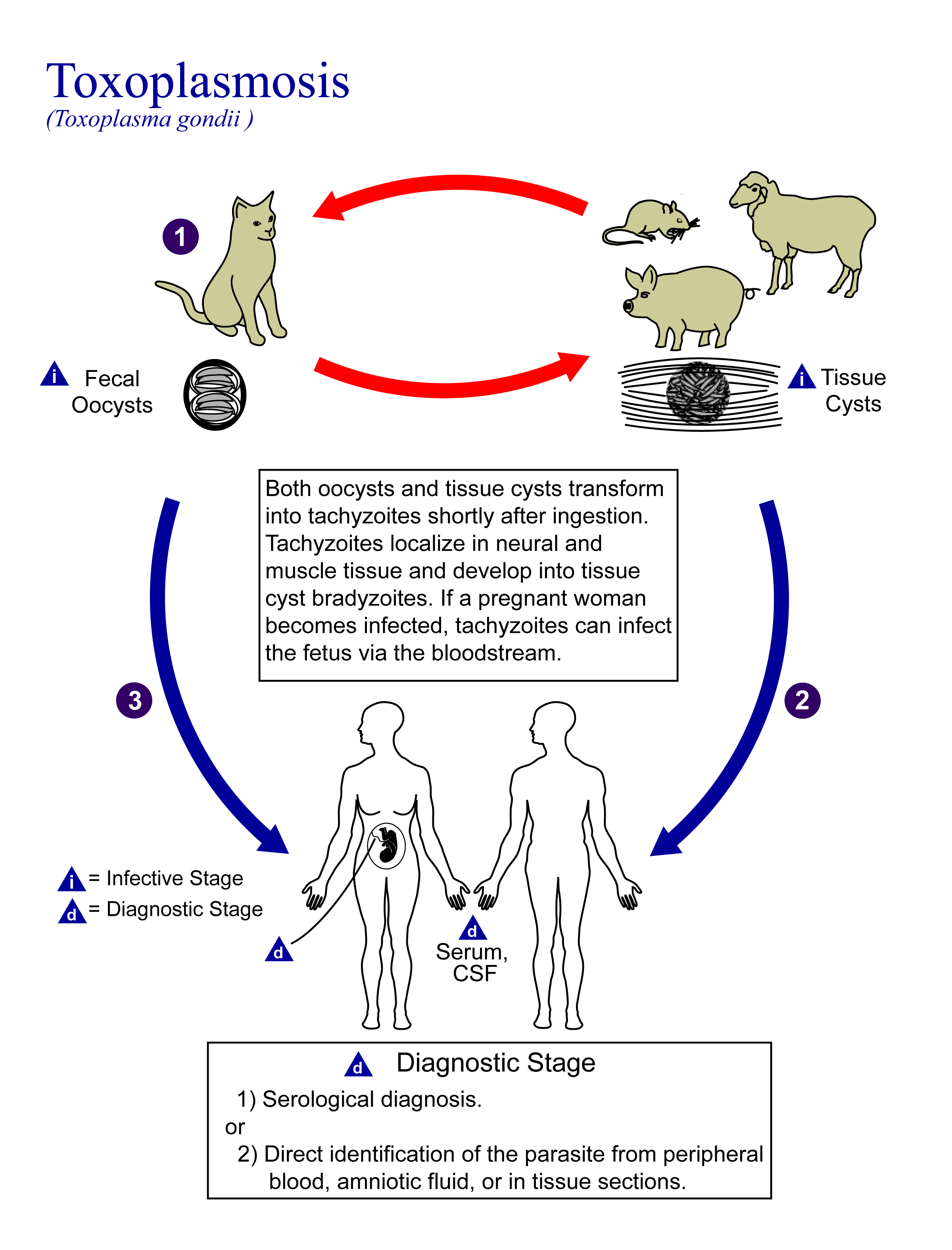
Cykl życiowy Toxoplasma gondii

Główną drogą zarażeń jest spożycie surowego lub niedogotowanego mięsa zawierającego cysty z bradyzoitami T. gondii.
Zarażenie jest również możliwe podczas zjadania pokarmu zanieczyszczonego kałem, moczem lub śliną zwierząt chorych na toksoplazmozę, w których to wydalinach i wydzielinach znajdują się trofozoity T. gondii. Możliwe jest również zarażenie drogą kropelkową oraz zarażenie śródmaciczne i poprzez transplantacje.
Koty jako żywiciel ostateczny wraz z kałem wydalają do środowiska oocysty, które są odporne na szkodliwe czynniki środowiska zewnętrznego. Oocysty mogą stanowić źródło inwazji dla człowieka, ptaków i innych zwierząt. Oocysta staje się zakaźna dopiero po wytworzeniu przetrwalników, a to ma miejsce najwcześniej po 24 h od wydalenia kału.

## Objawy toksoplazmozy u zwierząt
- Świnie – przebieg toksoplazmozy jest z reguły bezobjawowy.
- Szczury – u szczura zarażonego toksoplazmozą można zauważyć m.in. stępienie lub utratę wrodzonego strachu przed niebezpiecznymi dla niego drapieżnikami, np. kotem.

## Objawy toksoplazmozy u ludzi
- Gorączka, powiększenie węzłów chłonnych, objawy grypopodobne, zapalenie mózgu i opon mózgowych, dolegliwości stawowe, zmiany pozapalne zajętych narządów

Można wyróżnić kilka typów toksoplazmozy:
- ze względu na sposób zarażenia – nabytą lub wrodzoną,
- ze względu na występujące objawy – objawową lub utajoną.

Drogi zarażenia: toksoplazmoza nabyta – spożywanie surowego lub niedogotowanego mięsa, nieprzegotowanego mleka, niemytych owoców z ogrodu, po którym chodzą zarażone zwierzęta; toksoplazmoza wrodzona – przejście pasożyta na płód przez łożysko.
Świeże zarażenie u osoby z prawidłową odpornością jest zazwyczaj bezobjawowe.

## Toksoplazmoza wrodzona
W postaci wrodzonej objawy zależą od zaawansowania ciąży w chwili zakażenia matki. Wynika stąd ich zróżnicowanie.
Charakterystyczna triada objawów tzw. triada Sabina-Pinkertona, do której należą małogłowie lub wodogłowie, zapalenie siatkówki oraz naczyniówki, a także zwapnienia śródmózgowe występuje w ok. 30% przypadków. Towarzyszy jej często znacznego stopnia opóźnienie rozwoju umysłowego. Innymi objawami wrodzonej toksoplazmozy są: hipotrofia, hepatomegalia, splenomegalia, małopłytkowość, powiększenie węzłów chłonnych, zapalenie mięśnia sercowego, małoocze lub agenezja gałki ocznej.

## Diagnostyka i interpretacja wyników
Istnieje kilka metod diagnostycznych opartych na ocenie odpowiedzi sero–immunologicznej. Obecnie powszechnie określa się miano przeciwciał przeciwtoksoplazmozowych klasy IgM i IgG w surowicy krwi.
- słabo dodatni wynik badania – z dużym prawdopodobieństwem inwazja nastąpiła dawno temu; osoba nabyła odporność na toksoplazmozę i nie powinna się obawiać ponownego zarażenia (lub niebezpieczeństwa zarażenia płodu u kobiet),
- wysoko dodatni wynik badania – prawdopodobnie pierwsze i niedawne zarażenie, należy koniecznie skonsultować się z lekarzem i w razie potrzeby podjąć leczenie pod jego kierunkiem,
- ujemny wynik badania – osoba nie przebyła inwazji, zarażenie może nastąpić w każdej chwili; choroba może przejść bezobjawowo i pozostać nie wykryta. U kobiet w ciąży ryzyko ciężkich uszkodzeń płodu lub jego śmierci jest duże; niezbędna stała kontrola lekarza-ginekologa i badania kontrolne co sześć tygodni lub przynajmniej raz na trymestr.

## Osoby z osłabioną odpornością
Postać ostra lub reaktywacja zarażenia przewlekłego u ludzi z osłabionym układem odpornościowym (w przebiegu AIDS, poddawanych immunosupresji m.in. po przeszczepach) może stanowić zagrożenie dla życia. Istnieje skuteczne leczenie (sulfonamidy, antybiotyki) trwające kilka tygodni bądź lat.

## Przebieg choroby
U płodu dochodzi do nieuleczalnych wad (najczęściej ośrodkowego układu nerwowego), które z reguły prowadzą do śmierci. Zarówno u dzieci, jak i osób dorosłych, wyróżnia się dwie postaci toksoplazmozy: ostrą i przewlekłą.
W ostrym przebiegu toksoplazmozy zapaleniu ulegają węzły chłonne – zwłaszcza szyjne. Pacjent skarży się także na silne bóle głowy i gorączkę. Pojawiają się objawy grypopodobne. W rzadkich przypadkach dochodzi do zapalenia mózgu i opon mózgowych.
Przewlekła postać toksoplazmozy jest bardzo rzadka. Objawia się ona nawracającą gorączką, bólami głowy, dolegliwościami stawowymi i niekiedy zapaleniem zaatakowanych narządów: węzłów chłonnych, wątroby, śledziony, serca, płuc, oczu i ośrodkowego układu nerwowego.

## Źródła zarażenia
Z obecnego stanu badań wynika, że główną (70%) przyczyną zachorowań na toksoplazmozę  jest spożywanie surowego lub niedogotowanego mięsa. W badaniach trwających od 10 lat udało się wstępnie ustalić, że pierwotniak ginie po głębokim zamrożeniu, gotowaniu lub w temp. 60 stopni Celsjusza powyżej 20 minut.
Głównym źródłem zarażenia kotów są pierwotniaki występujące w mięsie upolowanych gryzoni. Ograniczenie swobody kota poza domem zapobiega  przenoszeniu się infekcji z innych zwierząt, co w efekcie chroni osoby mające na co dzień kontakt z kotem.

## Leczenie
Uszkodzenia narządowe noworodka są uwarunkowane wadami anatomicznymi, nie dają się więc wyleczyć. Osoby zarażone drogą pokarmową zazwyczaj podlegają kuracji antybiotykowej, niekiedy kilkakrotnie powtarzanej. W leczeniu toksoplazmozy stosuje się pirymetaminę i sulfadiazynę. U ciężarnych zastosowanie znajduje spiramycyna.

## Klasyfikacja ICD10
| kod ICD10     | nazwa choroby                                             |
| ------------- | --------------------------------------------------------- |
| ICD-10: B58   | Toksoplazmoza                                             |
| ICD-10: B58.0 | Okulopatia toksoplazmozowa                                |
| ICD-10: B58.1 | Toksoplazmozowe zapalenie wątroby (K77.0*)                |
| ICD-10: B58.2 | Toksoplazmozowe zapalenie opon mózgowych i mózgu (G05.2*) |
| ICD-10: B58.3 | Toksoplazmoza płucna (J17.3*)                             |
| ICD-10: B58.8 | Toksoplazmoza z zajęciem innych narządów                  |
| ICD-10: B58.9 | Toksoplazmoza, nie określona                              |